# Paolo Alvaro
Paolo Alvaro di Cordova, in latino Paulus Albarus Cordubiensis (... – Al Andalus, 861/862) è stato uno scrittore e teologo spagnolo.

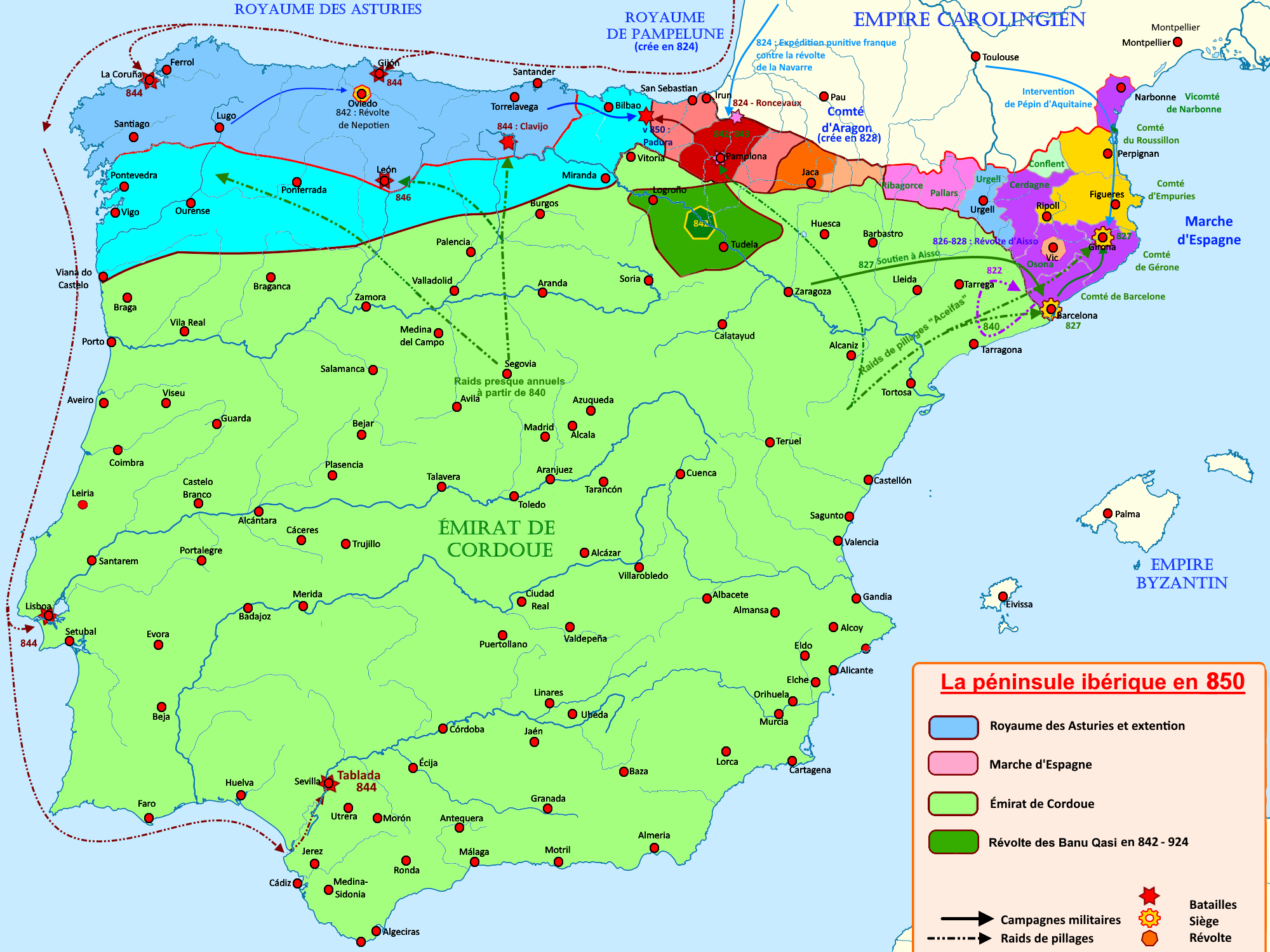
Carta politica della penisola Iberica nel 850 d.C.

Paolo Alvaro fu uno dei principali intellettuali mozarabi degli anni 50 del IX sec. d.C. a Cordova, contesto in cui si diffuse il "movimento dei martiri volontari"; il quale spinse Alvaro a realizzare la sua opera più celebre, ovvero l'Indiculus luminosus.

## Biografia
La vita di Paolo Alvaro viene ricostruita dagli studiosi moderni a partire da diversi riferimenti autobiografici contenuti nelle sue opere (in particolare le lettere), ma ovviamente ciò comporta la mancanza di molte informazioni e la presenza interpretazioni contrastanti.

### Educazione
Paolo Alvaro nacque in una ricca e rispettata famiglia di Cordova all’inizio del IX sec. a.C. Non conosciamo con certezza il luogo in cui nacque ma molto probabilmente esso doveva essere Cordova oppure una località nei pressi della città. 
In giovanissima età iniziò il suo percorso di formazione con l’abate Speraindeo, il quale fu sempre tenuto in grande considerazione dal suo allievo tanto che Alvaro in età matura gli scrisse una lettera (Epistola VII) in cui chiedeva dei consigli dottrinali. Nella scuola monastica di Speraindeo Paolo Alvaro ebbe un’infarinatura di greco, ebraico, arabo e divenne esperto nell’esegesi biblica, tradizione patristica e composizione in prosa e poesia in latino. Le sue prime composizioni non rispettano però la metrica classica latina che fino al 848 rimase sconosciuta alla Spagna musulmana, ma bensì il nuovo stile ritmico arabo; tali poesie giovanili furono però distrutte dallo stesso Alvaro in età matura. I Carmina giunti fino a noi furono quindi realizzati dopo la riscoperta della prosodia antica. Nella biblioteca del monastero di Speraindeo Alvaro ebbe certamente la possibilità di studiare le opere di Isidoro di Siviglia; l'influenza del dottore della Chiesa risulta evidente in diversi scritti del teologo mozarabo, come ad esempio la Confessio e il Carme IX.
Durante il suo periodo di formazione Paolo Alvaro conobbe Eulogio di Cordova, con il quale strinse un fortissimo legame di amicizia. Questo legame avrà un ruolo essenziale nella vita, nel pensiero e nella produzione di Alvaro tanto che dopo la condanna a morte per blasfemia dell’amico (859 a.C.) gli dedicherà una delle sue opere principali, ovvero la Vita Eulogii.

### Vita privata
Al termine degli studi presso Speraindeo le strade di vita dei due amici si separarono: Eulogio divenne un sacerdote, Alvaro decise invece di non prendere i voti rimanendo un laico. Non sappiamo per quale motivo Alvaro fece tale scelta nonostante i suoi studi e la sua fervente religiosità. Il professore Allen Cabaniss propose come possibili motivazioni l’incapacità di abbandonare i piaceri della carne in gioventù oppure pressioni paterne legate alla volontà di dare alla ricca famiglia degli eredi legittimi. 
Dopo tale decisione Alvaro si sposò con la cognata di un professore di retorica di Siviglia chiamato Giovanni. Abbiamo pochissime informazioni sulla vita familiare di Alvaro ma grazie alle lettere che esso si scambiò con il cognato Giovanni di Siviglia veniamo a conoscenza del fatto che tre figlie di Alvaro morirono in tenera età (Epistola III). Questa è largamente l'interpretazione più diffusa del passo, ma alcuni studiosi ipotizzano che il termine "ancillae" non faccia riferimento a delle bambine ma bensì a delle monache.

### Scontro ideologico con Eleazar
Pochi anni prima dello scambio epistolare tra Paolo Alvaro e Giovanni di Siviglia nelle terre dei Franchi si consumò un evento che ebbe grande eco nel mondo mozarabo e in particolare sul pensiero di Alvaro, ovvero la conversione del diacono carolingio Bodo all’ebraismo (839 a.C.). L’ex cappellano reale della corte di Ludovico il Pio dopo la conversione prese il nome ebraico Eleazar, sposò una donna ebrea e trovò asilo politico presso l'Emirato di Cordova. Paolo Alvaro ebbe l’occasione di scambiare una serie di lettere con l’ex diacono, quattro di esse sono giunte fino a noi ma per quanto riguarda le tre risposte di Eleazar esse sono sopravvissute in modo molto frammentario. Inizialmente Alvaro cercò di far tornare Eleazar sulla "retta via" del cristianesimo ma proseguendo nella discussione i toni dell'erudito di Cordova si accesero spostando il focus sulla superiorità della fede cristiana e sulle invettive contro l’apostata. L'Epistola XIV (essendo la prima lettera i toni sono ancora "amichevoli") contiene un passo molto controverso per la critica moderna, ovvero: “Prego che tu possa godere sempre di buona salute, veneratissimo e amatissimo, fratello mio per natura ma non per fede". Questo insieme ad altri passi all’interno della corrispondenza ha portato molti studiosi moderni a ipotizzare che Paolo Alvaro si fosse convertito dall’ebraismo al cristianesimo oppure che la sua famiglia fosse di stirpe ebraica. Oggi però tale teoria è ritenuta poco credibile e si tende maggiormente verso l’idea che Alvaro venne educato al cristianesimo fin dalla nascita (come lui stesso afferma in altri passi delle sue lettere); in tal caso il riferimento alla fratellanza per natura sarebbe un semplice luogo comune cristiano, ovvero che tutti gli uomini sono figli di Dio e di conseguenza fratelli e quindi il passo prosegue giustamente con la precisazione che però non tutti lo sono nella fede. 
Lo scontro ideologico/religioso con Eleazar rese Paolo Alvaro uno dei principali campioni dell’ortodossia cattolica all’interno dell’emirato di Cordova..

### Un contesto turbolento: i martiri di Cordova

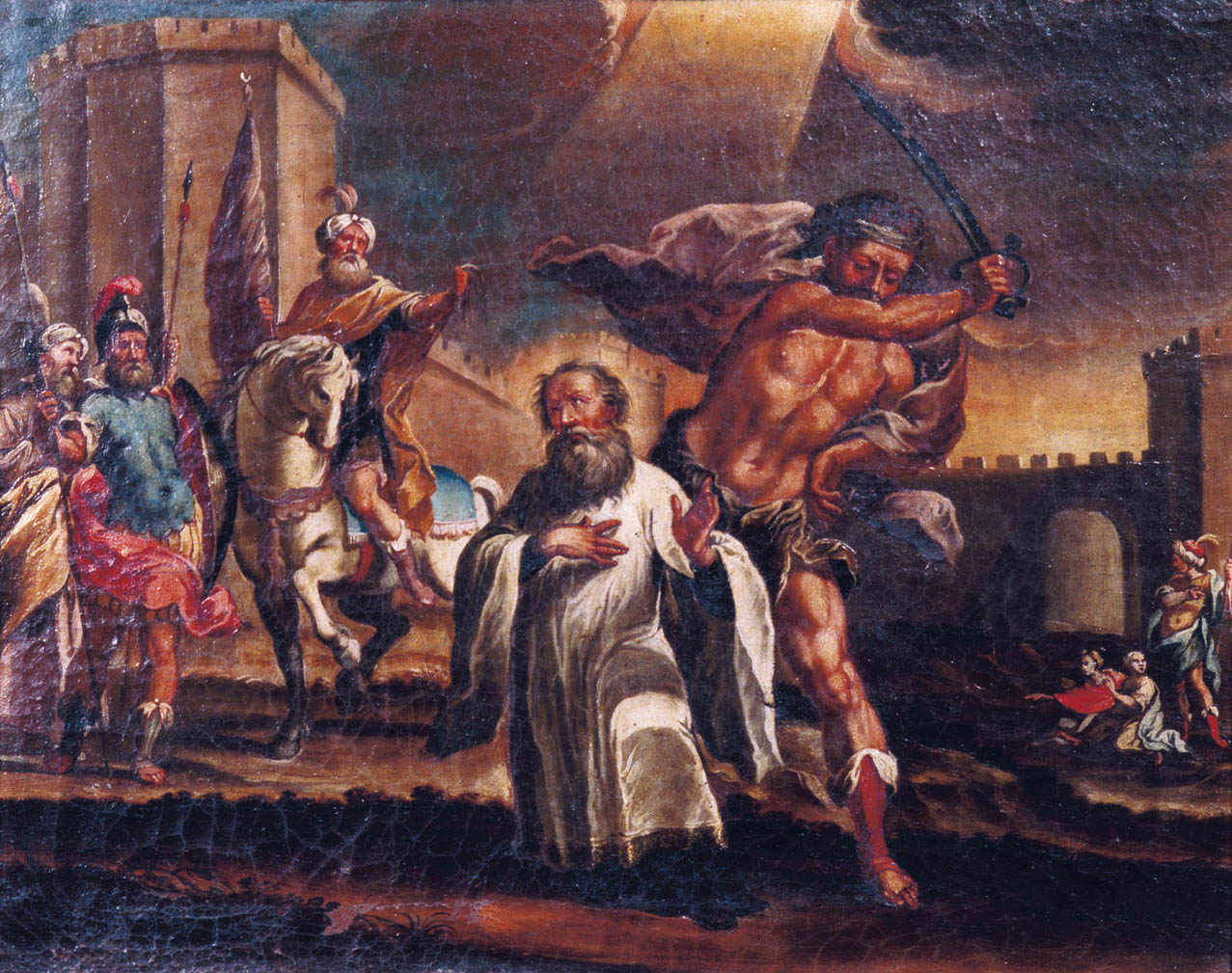
Il martirio di Sant'Eulogio di Cordova, Moschea-Cattedrale di Cordova, artista anonimo (XVI sec. d.C.)

I domini omayyadi nella prima meta del IX sec. d.C. erano caratterizzati dalla divisione e da scontri di potere basati su rapporti clientelari. Tale turbolento contesto favorì l'ascesa di figure spregiudicate come ad esempio l'hajīb Hāshim ibn ʿAbd al-ʿAzīz, il quale rafforzò il suo potere con azioni repressive nei confronti dei dissidenti politici (primi fra tutti i membri dell'élite cristiana). Molti studiosi moderni però tendono ad affiancare e talvolta porre in primo piano l'idea che il movimento dei martiri non scaturì come reazione alle repressioni del governo islamico, ma bensì come risposta alla massiccia tendenza di assimilazione dei cristiani alla cultura araba. 
Il contesto di forte tensione etnico-culturale portò negli anni 50 del 800 d.C. una minoranza di cristiani zeloti, avversi al governo musulmano e ai cristiani filo-islamici, ad utilizzare come tattica per fomentare il disordine pubblico dei plateali gesti di blasfemia contro Allah e Maometto (es. bestemmie), la conseguenza per tali azioni era inevitabilmente la condanna a morte. L’obiettivo dei dissidenti cristiani era quello di dimostrare la superiorità della loro fede ottenendo come premio per il loro "santo martirio" il Paradiso (le condanne a morte furono circa 50). Non tutti erano però volontari infatti, come riporta Ryan D. Giles, probabilmente vi erano anche membri di famiglie miste oppure musulmani convertiti che venivano puniti con la morte in quanto apostati. Il martirio volontario generò un grande dibattito anche all’interno del mondo cristiano: da una parte vi era chi, come il vescovo Reccafredus, contestava tale pratica ritenendola un peccato (suicidio) che generava disordini sociali; d’altra parte invece vi erano i sostenitori e "fomentatori" di tale “nobile” azione, fra di essi spicca Paolo Alvaro. Il teologo mozarabo scrisse un trattato per difendere i martiri e per attaccare ferocemente l'islam, l'Indiculus luminosus (854 d.C.), e convinse il suo amico fraterno Eulogio a sostenere la causa, per la quale quest'ultimo realizzò diverse opere come ad esempio il Memoriale sanctorum (856 d.C.). Eulogio divenne uno dei principali sostenitori ecclesiastici dei martiri e per tale motivo fu nominato vescovo di Toledo; il suo ruolo di dissidente politico lo portò all’arresto ma vista la sua posizione di primate ebbe la possibilità di difendersi davanti all’emiro Muḥammad I ibn ʿAbd al-Raḥmān, durante il colloquio però Eulogio attaccò apertamente la fede islamica, venendo ovviamente condannato alla pena di morte (859 a.C.). Paolo Alvaro dopo tali eventi decise di realizzare la Vita Eulogii, un’opera biografica in cui esaltava il martirio e l’eroismo dell’amico.

### Malattia, penitenza e morte
Nel 860 d.C. Alvaro si ammalò gravemente e temendo per la propria vita prese gli ultimi sacramenti e fece delle grandi donazioni pro-anima ad un monastero già patrocinato in passato dal padre. Alvaro inaspettatamente si riprese dal malanno e venne a conoscenza del fatto che le autorità civili stavano cercando di appropriarsi dei possedimenti donati al monastero, da ciò nacque una controversia legale; della quale però non conosciamo l’esito a causa della mancanza di fonti. Paolo Alvaro era quindi guarito ma dato che aveva ricevuto il sacramento della penitenza ed era sopravvissuto entrò in una condizione sociale che prevedeva l’esclusione dalla comunità cristiana, di conseguenza non poteva ricevere la sacra comunione (privazione terribile per un uomo devoto come lui). Per poter riprendere l'eucaristia, nonostante il suo status di penitente, Alvaro avrebbe dovuto ottenere una concessione speciale di riconciliazione dal vescovo di Cordova; il grande problema era rappresentato dal fatto che tale carica in quel momento era ricoperta da Saul, ex sostenitore della ”fazione dei martiri" ma passato all’altro fronte per ottenere l’appoggio delle alte sfere ecclesiastiche della Spagna musulmana. L’acceso scambio epistolare tra Alvaro e Saul non è giunto completo fino ai giorni nostri, di conseguenza, anche in questo caso, non siamo certi di come si concluse la richiesta di riconciliazione; è però molto probabile che tale concessione venne negata al teologo. Durante la penitenza, quasi certamente, Alvaro compose la Confessio. 
Non siamo certi della data in cui Paolo Alvaro di Cordova morì, ma essa viene di norma datata tra la fine del 861 d.C. e l’inizio del 862 d.C.

## Pensiero

### Trinitarismo
Paolo Alvaro nell'Epistola VII scrisse al proprio saggio maestro di gioventù, Speraindeo, affermando di essere molto turbato in merito a questioni teologiche. Nella lettera Alvaro sostiene che nella Cordova del suo tempo era diffusa l’errata idea che Dio non fosse trino e uno. Il teologo non fece un riferimento specifico su chi fossero questi eretici, ma è molto probabile che Alvaro si riferisse ai mozarabi che, influenzati dal rigido monoteismo musulmano, negavano il dogma della Trinità; in quanto tale assioma appariva come una forma di politeismo negli ambienti cristiani arabizzati. Gli storici moderni considerano questa tendenza mozaraba come una propaggine dell’eresia Adozionista, la quale si basava sull’idea che Gesù fosse il figlio adottivo di Dio e di conseguenza non partecipasse alla sostanza della divinità. Speraindeo rispose all’allievo riconfermando gli insegnamenti dei padri della chiesa e quindi sostenendo il dogma della Trinità; secondo il maestro di Alvaro lo Spirito Santo procederebbe dal Padre al Figlio come una sola fiamma procede da due cippi che bruciano insieme. La risposta di Alvaro al maestro sfortunatamente non è giunta ai nostri giorni ma risulta evidente la piena adesione a tali precedetti nelle lettere a Giovanni di Siviglia e nella Confessio.
Nella corrispondenza tra Alvaro e suo cognato il tema della natura di Cristo ritorna molte volte in particolare è interessante evidenziare come l’interpretazione dei passi controversi della Bibbia (es. Mt 27,46) sia basata pedissequamente sul pensiero di Sant’Agostino. Alvaro inoltre ammonisce Giovanni di Siviglia perché alcune delle sue domande si basavano su interpretazioni tipicamente Adozioniste, per tale motivo più volte nella corrispondenza il teologo mozarabo evidenziò, ribadì e sottolineò il fatto che la carne di Cristo non potesse essere definita “adottiva” in quanto essa era parte stessa del Verbo. 
Infine, l’ultimo riferimento al Trinitarismo nelle opere di Paolo Alvaro è rappresentato dall’apertura della Confessio in qui, per l’ennesima e ultima volta, il teologo afferma che Dio è uno e trino.

### Dimensione profetica e "santa crudeltà"
Il pensiero di Paolo Alvaro fu fortemente influenzato dal contesto in cui visse. La Cordova degli anni 50 del IX sec. d.C. fu il palcoscenico del movimento dei martiri volontari, il quale rappresentò l’apice delle tensioni di un contesto sociale frammentato, fragile e in crisi. Questo mondo, a detta di Alvaro, richiedeva una guida forte, decisa e soprattutto antislamica, caratteristiche che il teologo non riconosceva minimamente nella chiesa mozaraba sottomessa all’invasore; per tale motivo sarebbe stato lui il nuovo profeta della resistenza. Il manifesto di questa visione è rappresentato dall'Indiculus luminosus (854 d.C.). 
La dimensione profetica dell’opera risulta evidente dalle innumerevoli citazioni e riferimenti indiretti ai grandi profeti dell’Antico Testamento. Per Alvaro il buon profeta era innanzitutto un predicatore violento le cui idee venivano diffuse in pubblico e se osteggiate dovevano essere imposte con la forza in quanto parola di Dio. A sostegno di tali tesi Paolo Alvaro riportava diversi passi biblici come, ad esempio, l’episodio del profeta Elia che uccise quattrocento sacerdoti di Baal (1 Re, 18-40); ai modelli violenti e quindi efficaci Alvaro contrapponeva invece le scelte miti che portarono a fallimenti, come Saul quando risparmiò il re Agag e per questo motivo il profeta Samuele, per volontà di Dio, lo privò del trono di Israele (1 Samuele, 15: 8-33). L’obiettivo di Paolo Alvaro era quello di creare nella mente dei suoi fruitori un parallelismo tra il suo tempo e gli eventi della Bibbia, al fine di sottolineare come la maggior parte dei leader della comunità mozaraba non sostenendo in pubblica piazza i martiri stavano sostanzialmente decretando il trionfo musulmano; d’altra parte invece, lui e i martiri, in particolare Isacco, predicando apertamente e violentemente la loro avversione all’Islam si ponevano come i portavoce della verità di Dio. Alvaro in sostanza si rifece al concetto di “santa crudeltà” teorizzato da San Girolamo, ovvero eliminare una parte corrotta della Chiesa al fine di salvarla. 

### Maometto falso profeta e Anticristo

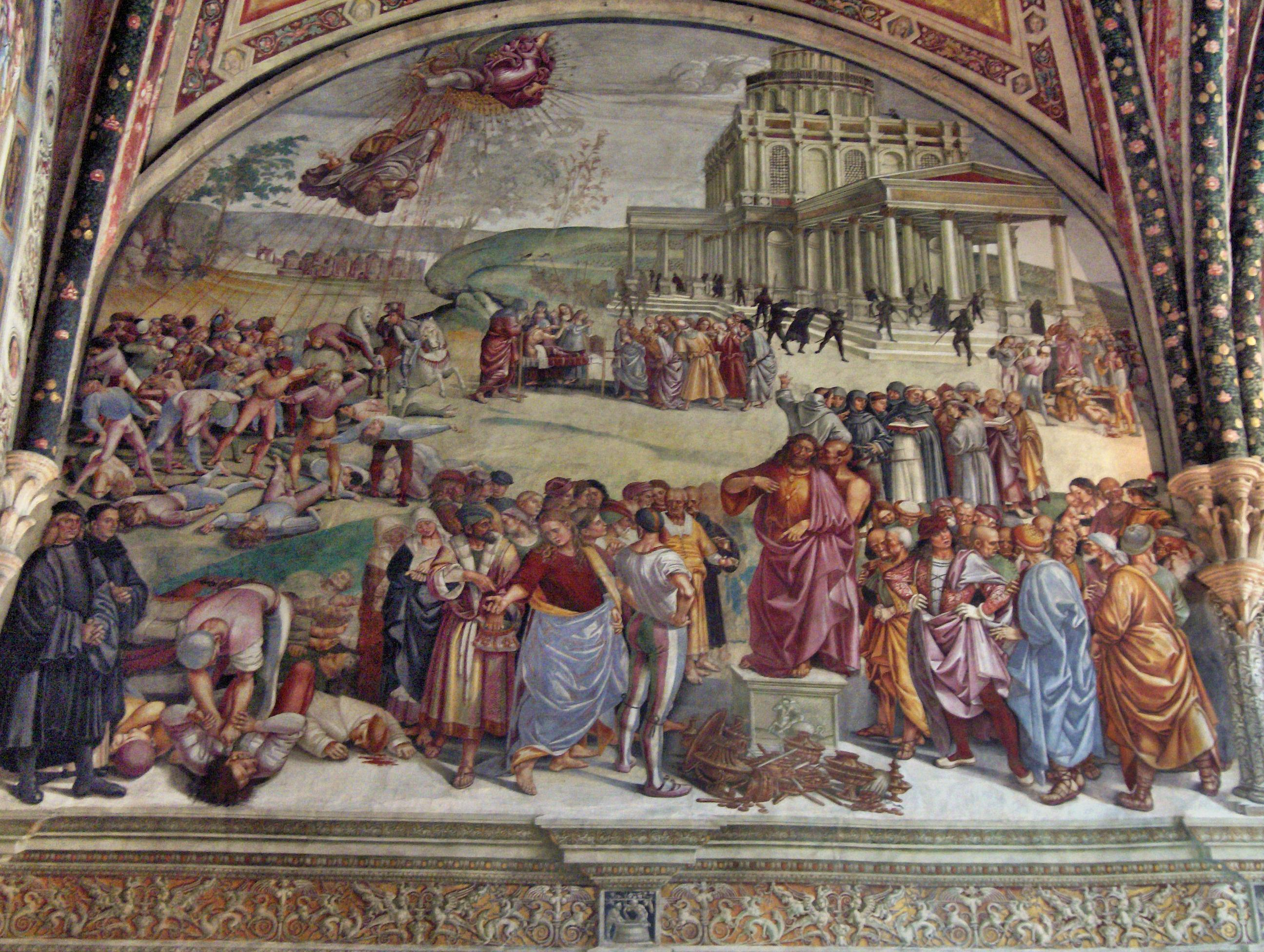
Sermone e atti dell'Anticristo dal ciclo del Giudizio Universale di Luca Signorelli (1500-1503 d.C.), affresco della Cappella di San Brizio, Duomo di Orvieto

La seconda metà (cap. 21 – 35) dell'Indiculus luminosus è incentrata sul criticare ferocemente l’Islam e soprattutto la figura di Maometto. 
Paolo Alvaro quando si riferiva al profeta islamico usava degli epiteti abbastanza eloquenti come, ad esempio, pseudoprofeta e non citando mai Maometto con il suo nome; Sorber ipotizza che ciò sia dovuto al fatto che anche il contemporaneo emiro di Cordova si chiamava Muḥàmmad e ciò avrebbe potuto creare dei fraintendimenti. 
Per Paolo Alvaro Maometto era un falso profeta in quanto la divinità da lui venerata e di cui sentiva la voce non era il Dio di Abramo ma bensì il diavolo Maozim (Daniele 11, 38) “il grande” Cobar (al-Akbar); inoltre anche l’arcangelo Gabriele presentato dal Corano sarebbe un demone travestito da messaggero divino. La delegittimazione di Paolo Alvaro, inoltre, si basò sull’interpretazione del libro di Daniele, identificando il “vergognoso re” profetizzato da Daniele con il fondatore dell’Islam. La mistificazione di Maometto proseguì adattando ai suoi fini anche l’interpretazione che Gregorio Magno diede del Behemoth e del Leviathan di Giobbe: due creature mostruose che Gregorio associava allegoricamente a manifestazioni del demonio. Il primo mostro permetteva ad Alvaro di attribuire a Maometto pratiche sessuali bestiali, mentre il secondo simboleggiava il suo spietato potere politico. 
Alvaro conclude la sua argomentazione esegetica contro l'islam facendo riferimento ai passi del Nuovo Testamento sull'Anticristo. Per i Padri della Chiesa l’Anticristo era l'opposto di Cristo, allora Maometto doveva, a detta di Alvaro, esserlo sicuramente poiché aveva sovvertito tutti gli insegnamenti di Cristo predicando i vizi invece delle virtù e ripristinando persino la circoncisione. 
L'Indiculus luminosus si conclude affermando che la Cordova di metà IX sec. d.C. era il regno dell’Anticristo profetizzato da Giovanni nell'Apocalisse (Apocalisse 13, 17) e che se i cristiani avessero continuato ad accettare e seguire la falsa legge islamica la fine dei tempi sarebbe arrivata nell'arco di pochi anni.

## Opere
Le opere di Paolo Alvaro ci sono giunte in due codici altomedievali: codice C(Cordubensis: Cordova, Archivio Capitolare della Cattedrale, I23) e il codice M (Madrid, Biblioteca Nacional, I00029) detto anche Codice di Azagra. Il primo manoscritto è suddiviso in due parti realizzate da due differenti copisti; la prima è riservata unicamente a Paolo Alvaro e riporta la maggior parte della sua produzione: Carmina I-XI, Confessio, Epistolae e Indiculus luminosus. Il secondo manoscritto è invece una miscellanea di componimenti poetici di grandi autori latini che si chiude con i Carmina XII-XIV e la Vita Eulogii (unica opera in prosa del codice) di Paolo Alvaro. 
Per quanto riguarda le edizioni critiche che contengono le opere di Paolo Alvaro la più completa e recente è il Corpus Scriptorum Muzarabicorum di Juan Gil (1973). 

### Carmina
Quattordici componimenti poetici in latino, realizzati in un periodo compreso tra l’850 e l’860 d.C.
Nelle poesie di Paolo Alvaro dominano le figure retoriche di ripetizione (es. anafora) e di enumerazione. Molto frequenti nei Carmina sono le immagini naturali in particolare legate al mondo animale, vegetale e agli astri celesti; alle quali si affiancano immagini meno rassicuranti legate ai concetti di penitenza e conversione.
Il modello principale delle sue composizioni è rappresentato dal visigoto Eugenio di Toledo, ma vi sono anche molti elementi ripresi dal poeta romano tardo-antico Draconzio. Per quanto riguarda la produzione classica Alvaro conosceva sicuramente dei passi di Virgilio, che cita testualmente nel Carme V. 
Le poesie di Paolo Alvaro sono per lo più legate a tematiche religiose (es. la lode della Croce), non mancano però dei componimenti a soggetto profano (es. due poesie dedicate all’usignolo) i quali si concludono comunque con un’invocazione a Dio. Riferimenti al turbolento periodo in cui visse e operò Alvaro sono rappresentati da brevi stoccate ai “barbari musulmani” che ad esempio nel Carme IV vengono paragonati a cani che latrano.

### Epistolae
Una serie di lettere che Paolo Alvaro si scambiò con personaggi importanti del periodo in cui visse oppure con suoi congiunti. La corrispondenza di Alvaro ha un ruolo essenziale nella ricostruzione della vita del teologo e scrittore mozarabo in quanto in essa vi sono contenuti moltissimi riferimenti (per lo più accennati) ad eventi autobiografici; è inoltre un’ottima fonte per quanto riguarda i dettagli di grandi eventi del periodo. 
Il corpus epistolare di Alvaro comprende 20 lettere, di cui 12 sono state realizzate da quest’ultimo e le altre 8 sono dei suoi corrispondenti (l'Epistola X rappresenta invece un caso particolare, in quanto fu inviata da un vescovo ad un altro vescovo di cui non sappiamo i nomi). Infine, esiste una breve corrispondenza (4 lettere) tra Alvaro e l’amico Eulogio, la quale è stata tramandante e tutt’ora pubblicata nel corpus letterario di Eulogio. È inoltre importante evidenziare come solo la l'Epistola XVI presenti un'indicazione temporale certa (840 d.C.), per quanto riguarda le altre datazioni esse sono frutto della ricostruzioni degli storici moderni; la periodizzazione che segue è il risultato del lavoro di Cerro Calderón e Palacios. 
| Epistolae              | Mittente             | Destinatario         | Datazione            |
| ---------------------- | -------------------- | -------------------- | -------------------- |
| I - II - IV - V        | Paolo Alvaro         | Giovanni di Siviglia | Tra 848 e 851 d.C.   |
| III - VI               | Giovanni di Siviglia | Paolo Alvaro         | Tra 848 e 851 d.C.   |
| VII                    | Paolo Alvaro         | abate Speraindeo     | Pre 840 d.C.         |
| VIII                   | abate Speraindeo     | Paolo Alvaro         | Pre 840 d.C.         |
| IX                     | Paolo Alvaro         | medico Romanus       | 859 - 860 d.C        |
| X                      | Vescovo              | Vescovo              | Anni 50 del 800 d.C. |
| XI - XIII              | Paolo Alvaro         | vescovo Saul         | 860 - 861 d.C.       |
| XII                    | vescovo Saul         | Paolo Alvaro         | 860 - 861 d.C.       |
| XIV - XVI - XVIII - XX | Paolo Alvaro         | Eleazar              | Intorno al 840 d.C.  |
| XV - XVII - XIX        | Eleazar              | Paolo Alvaro         | Intorno al 840 d.C.  |

### Indiculus luminosus
L'Indiculus luminosus è un trattato religioso che venne realizzato nel 854 d.C. con l’obiettivo di sostenere il movimento dei martiri volontari di Cordova.
Quest'opera è il più antico trattato in latino che analizza e critica ampiamente la figura di Maometto, il quale però non viene mai citato espressamente con il suo nome ma con epiteti come ad esempio "pseudopropheta". La tradizione manoscritta evidenzia come l'opera, sopravvissuta in unico codice danneggiato, non ebbe un'ampia circolazione dopo la sua realizzazione. 
L'Indiculus luminosus si apre con una preghiera liturgica in cui Alvaro chiede il sostegno di Cristo per essere il "mastino" dei cristiani contro i "lupi" avversari; segue una precisazione sul nome dell'opera, il quale richiamerebbe all'idea di una guida luminosa per riconoscere i nemici della Chiesa. L’opera dai toni profetico apocalittici può essere suddivisa in due parti: apologia dei martiri Perfectus, Giovanni e Isacco e visione ideale che Alvaro prospettava per la Chiesa (cap. 1 – 20); la seconda parte è invece un attacco diretto alla fede islamica, in particolare alla figura di Maometto; il quale sarebbe, a detta di Alvaro, l’Anticristo profetizzato nelle Sacre Scritture (cap. 21 – 35). 

### Vita Eulogii

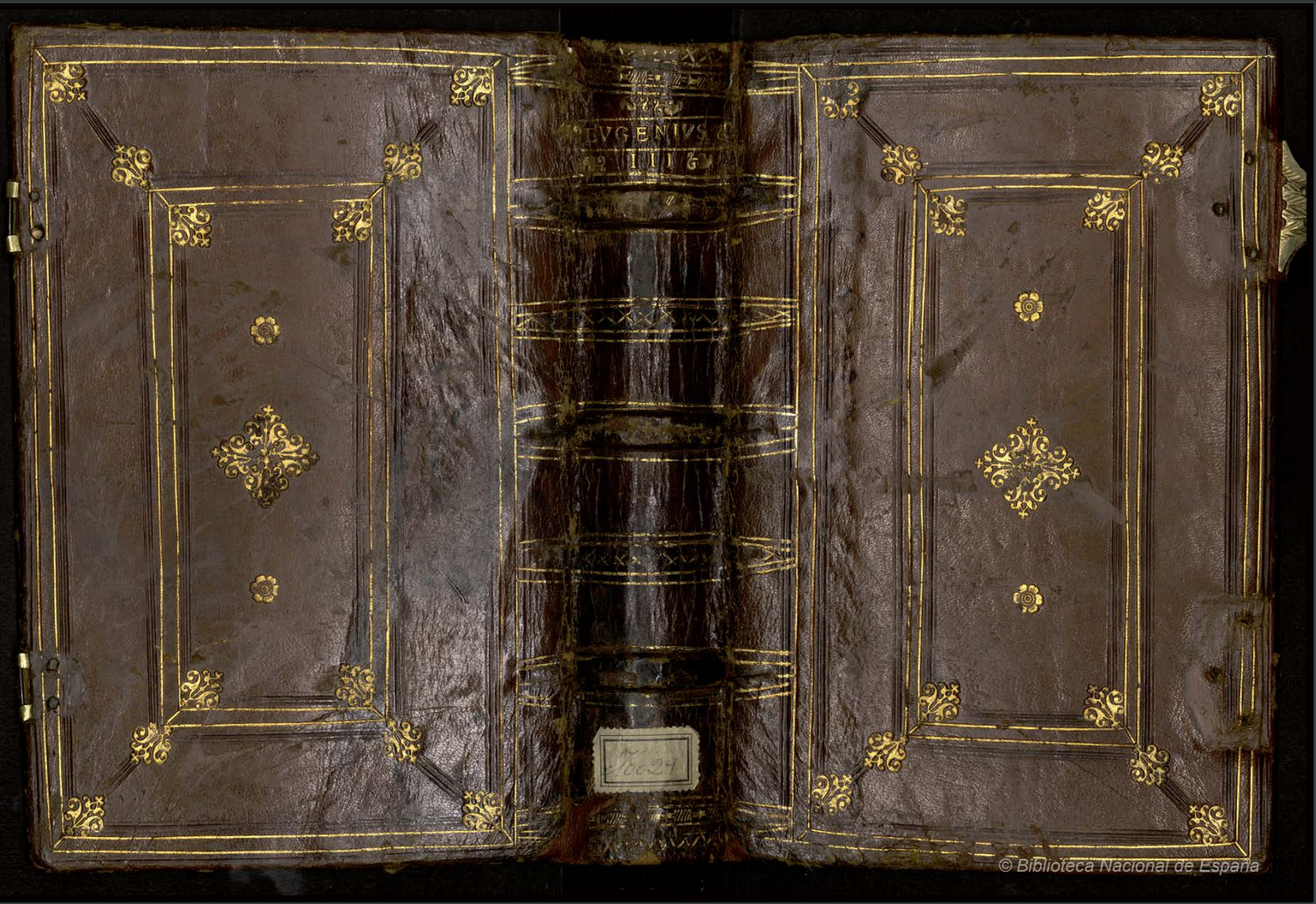
Códice de Azagra, Biblioteca Nacional de Madrid, manoscritto che contiene la copia più antica della Vita Eulogii (IX-XI sec. d.C.)

La Vita Eulogii è una biografia basata principalmente sulla passione di Eulogio che Paolo Alvaro dedicò all'amico fraterno in seguito alla sua condanna a morte nel 359 d.C. 
Essa rappresenta la principale fonte attraverso la quale viene ricostruita la vita del martire. Nell'opera otteniamo informazioni molto importanti come ad esempio il fatto che Eulogio di ritorno da un viaggio a Pamplona portò a Cordova molte opere, andate perdute nel Sud della Spagna, di autori cristiani e pagani (es.Virgilio, Orazio e Giovenale). Il rapporto tra i due viene spesso definito in termini molto profondi a dimostrazione del fortissimo legame di amicizia che legava i due intellettuali. L'obiettivo principale di tale opera è però quello di sottolineare le virtù di Eulogio come l'ascetismo e soprattutto il coraggio/eroismo, esemplificati dal suo sacrificio.

### Confessio
La Confessio venne realizzata nel periodo di penitenza di Alvaro (360/1 d.C.). Tale opera è un'ampia e umile confessione di fede, scritta basandosi sul modello dei Synonima di Isidoro di Siviglia. 
In sostanza rendendosi conto che la morte era vicina Alvaro decise di comporre un’opera nella quale dichiara il suo pentimento per i peccati che ha compiuto in vita. Nella Confessio, inoltre, Alvaro riconferma la sua forte adesione all’ortodossia cristiana (come fece in alcune lettere che criticavano le eresie anti-trinitariste diffuse nella metà del IX sec. d.C.) in particolare per quanto riguarda il concetto della Trinità.